# Museo nazionale delle Filippine
Il Museo nazionale delle Filippine (inglese: National Museum of the Philippines; filippino: Pambansang Museo ng Pilipinas) è un'organizzazione governativa a ombrello che sovrintende a numerosi musei nazionali delle Filippine che includono collezioni etnografiche, antropologiche, archeologiche e delle arti visive. Dal 1998, il Museo nazionale è l'agenzia regolatrice ed esecutiva del governo delle Filippine per il restauro e la salvaguardia di importanti beni, siti e riserve culturali in tutto il paese.
Il Museo nazionale gestisce il Museo nazionale delle belle arti, il Museo nazionale di antropologia, il Museo nazionale di storia naturale e il Planetario nazionale, tutti localizzati nel Complesso dei Musei nazionali di Manila. L'istituzione gestisce anche filiali dei musei in tutto il paese.

## Storia
Il primo predecessore dell'odierno Museo nazionale fu il Museo insulare di etnologia, storia naturale e commercio sotto il Dipartimento della pubblica istruzione, creato nel 1901 dalla Commissione per le Filippine. Nel 1903, il museo fu successivamente trasferito al Dipartimento degli interni delle Filippine e rinominato Ufficio di rilevazione etnologica. Questo nuovo ufficio fu responsabile della partecipazione filippina all'Esposizione internazionale della Luisiana del 1904. Dopo l'esposizione, fu abolito come ufficio separato e rinominato Museo delle Filippine.
La struttura del museo cambiò ancora nel 1933 quando l'Assemblea legislativa Filippina divise il museo. La Divisione di belle arti e storia del museo andò alla Biblioteca nazionale. La sua Divisione di etnologia andò all'Ufficio della scienza. Infine la sua Divisione di antropologia, che includeva archeologia, etnografia e antropologia fisica, e le altre sezioni di storia naturale ufficio della scienza, fu organizzato in una Divisione del museo nazionale di storia. Questa fu trasferita all'Ufficio del Segretariato dell'agricoltura e del commercio nel 1939.
L'occupazione giapponese delle Filippine durante la Seconda guerra mondiale riportò le divisioni sotto un unico Museo nazionale delle Filippine, ma il museo perse gran parte della sua collezione durante la Liberazione di Manila quando il vecchio Palazzo legislativo fu distrutto dall'artiglieria statunitense. Il Palazzo legislativo fu immediatamente restauraro attraverso i fondi riportando il museo alle sue attività.
Il ruolo del museo nella crescita culturale fu riconosciuto aver contribuito al desiderio del governo dello sviluppo nazionale. Nel 1966, il presidente Ferdinand Marcos firmò la legge della Repubblica n. 4846 o Legge sui beni e la protezione in campo culturale. La legge designava il museo come agenzia guida per la protezione e la preservazione dei beni culturali della nazione attraverso la conduzione di censimenti, studi, la dichiarazione di tali beni e il monitoraggio e la regolazione dell'esplorazione e degli scavi archeologici, o degli scavi in siti storici o archeologici. Con i suoi nuovi poteri, l'agenzia fu in grado di rafforzare il suo mandato culturale dichiarando i beni, le strutture e i siti valore storico e culturale per la nazione. Il mandato educativo fu rafforzato perché riuscì ad informare il pubblico delle ricerche che conduceva e attraverso l'acquisizione ed esposizione di ritrovamenti archeologici.

## Musei

### Museo nazionale delle belle arti

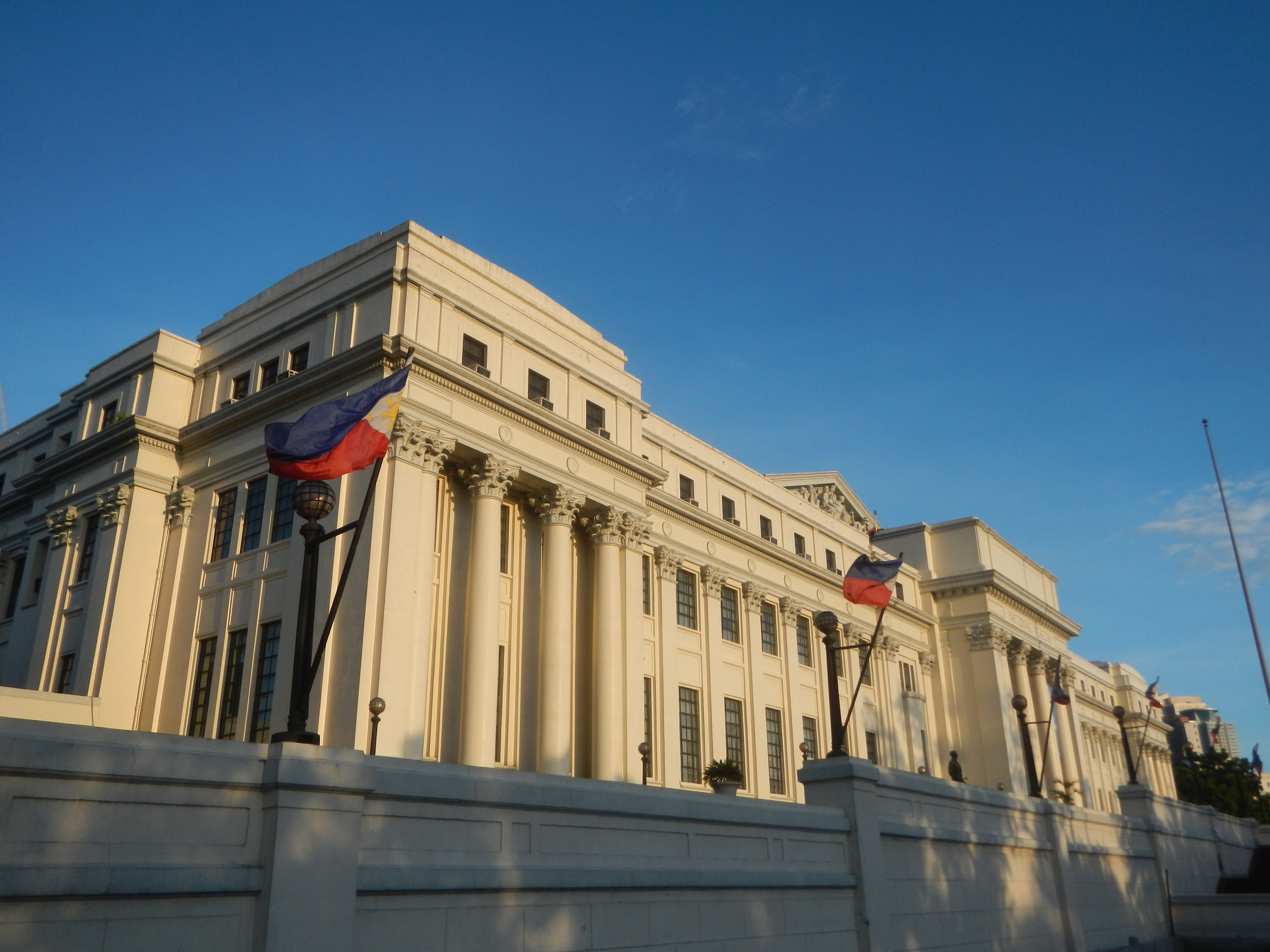
Museo nazionale delle belle arti

Il Museo nazionale delle belle arti, in precedenza chiamato Galleria nazionale d'arte, è ospitato nel Vecchio Palazzo Legislativo. L'edificio era destinato originariamente a biblioteca pubblica come proposto nel Piano per Manila del 1905 di Daniel Burnham. Fu ideato da Ralph Harrington Doane, l'architetto statunitense consulente dell'Ufficio dei lavori pubblici, e dal suo assistente Antonio Toledo. La costruzione dell'edificio cominciò nel 1918 e terminò nel 1921.
La facciata dell'edificio aveva caratteristiche classiche, usando colonne corinzie stilizzate, ornamenti e forme scultoree ispirate al Rinascimento. Al momento dell'instaurazione del governo del Commonwealth, si decise che l'edificio avrebbe ospitato anche l'Assemblea legislativa, e furono apportate varianti da Juan Arellano, architetto supervisore dell'Ufficio dei lavori pubblici.
Il 16 luglio 1926, il palazzo fu inaugurato formalmente. Durante la Seconda guerra mondiale, fu gravemente danneggiato, benché costruito per resistere ai terremoti. Dopo la guerra, fu ricostruito, anche se meno ornato e meno ricco di dettagli. Durante l'era della Legge marziale, il Palazzo Legislativo fu chiuso. Oggi, il palazzo custodisce la Galleria nazionale d'arte del paese, collezioni di scienze naturali e altre.

### Museo nazionale di antropologia

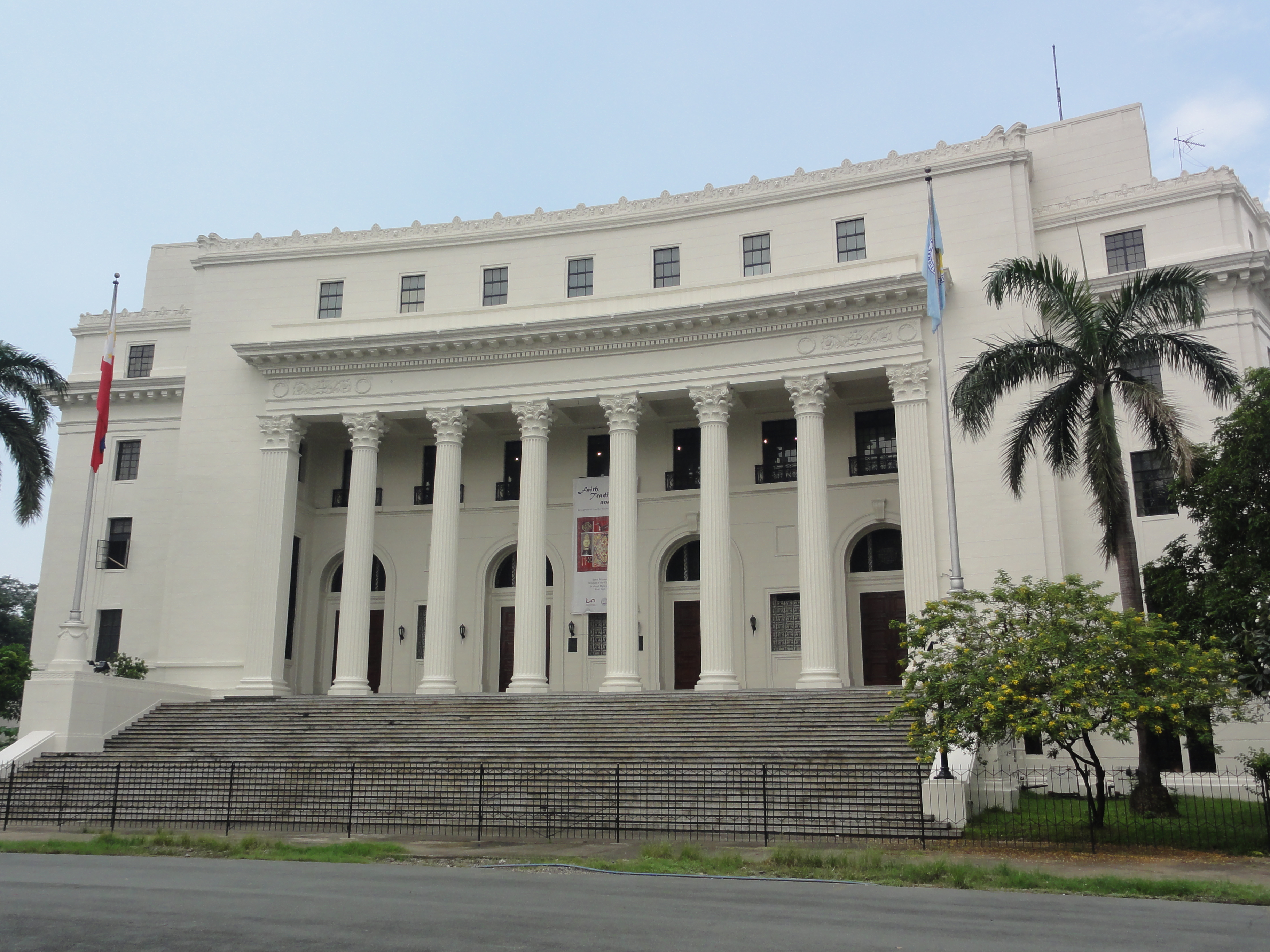
Museo nazionale di antropologia

Il Museo nazionale di antropologia, in precedenza noto come Museo del popolo filippino, è un museo componente del Museo nazionale delle Filippine che ospita la Divisione di archeologia, la Divisione di etnologia, la Divisione dei Servizi espositivi, editoriali e mediatici (Editorial and Media Production Services Division, EEMPSD), la Divisione del patrimonio culturale marittimo e subacqueo (Maritime and Underwater Cultural Heritage Division, MUCHD) e la Divisione dei servizi museali (Museum Services Division, MSD). È ubicato nella rotonda dell'Agrifina Circle, Parco Rizal, Manila, in diagonale rispetto all'edificio principale del Museo nazionale che ospita il Museo nazionale delle belle arti. L'edificio è l'ex sede del Dipartimento delle Finanze.

### Museo nazionale di storia naturale

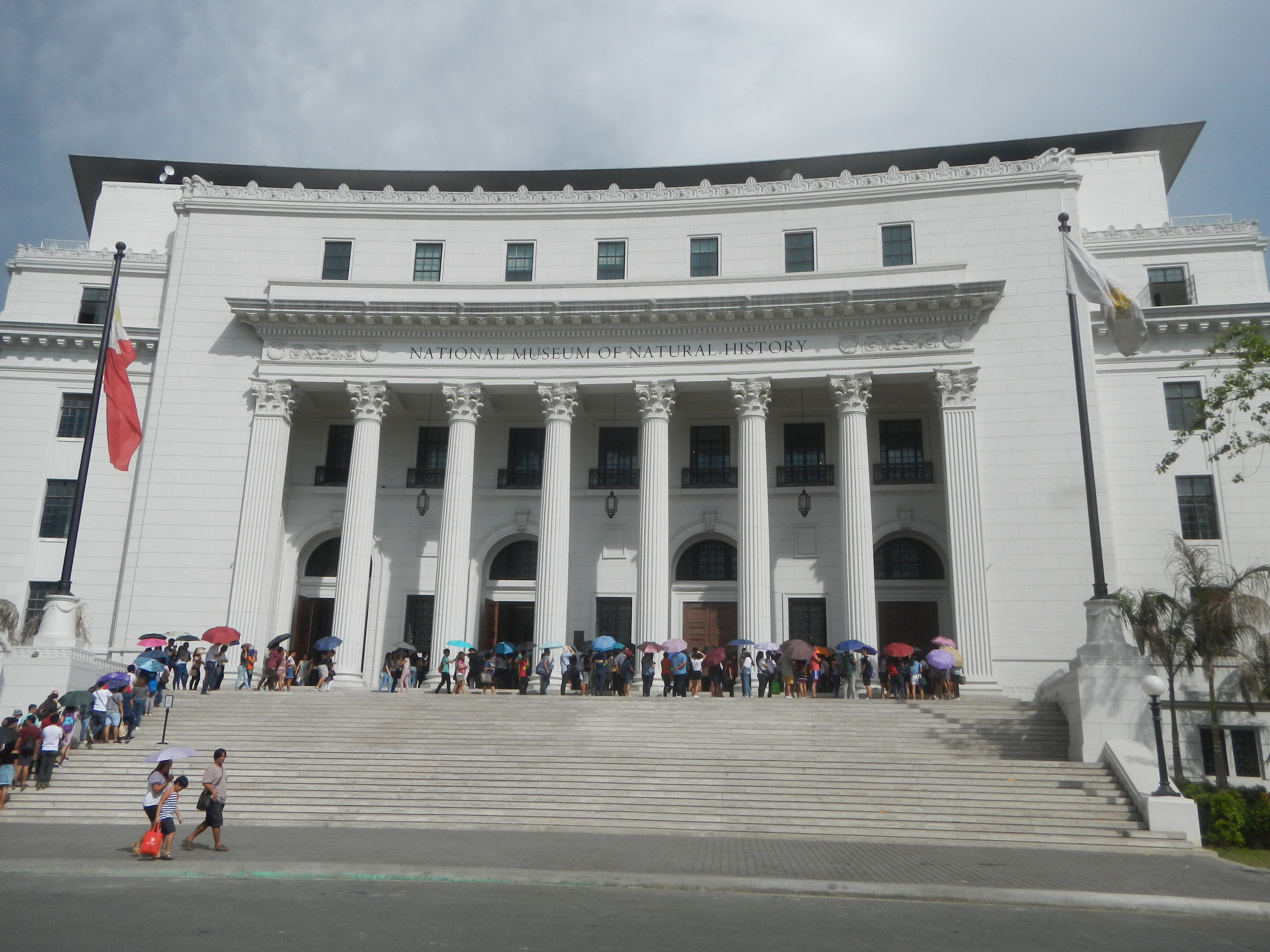
Il Museo nazionale di storia naturale

All'inizio degli anni 2010 fu annunciato che il terzo edificio del complesso del Museo nazionale delle Filippine — all'epoca occupato dal Dipartimento del Turismo, sarebbe stato trasformato nel Museo nazionale di storia naturale, una volta che il Dipartimento fosse uscito e si fosse trasferito nella sua sede permanente a Makati. Nei progetti, il Museo nazionale di storia naturale avrebbe avuto una struttura con una torre esagonale a forma di DNA al centro che sarebbe stata la base per la cupola di ventilazione sul tetto dell'intero edificio. Alberi vivi sarebbro stati piantati all'interno dell'edificio. Inizialmente, si prevedeva che i lavori sarebbero terminati nell'ultimo trimestre del 2015, ma alla fine il museo fu aperto ufficialmente al pubblico nell'ottobre 2017, con la sua iconica struttura dell'Albero della Vita.

### Planetario nazionale

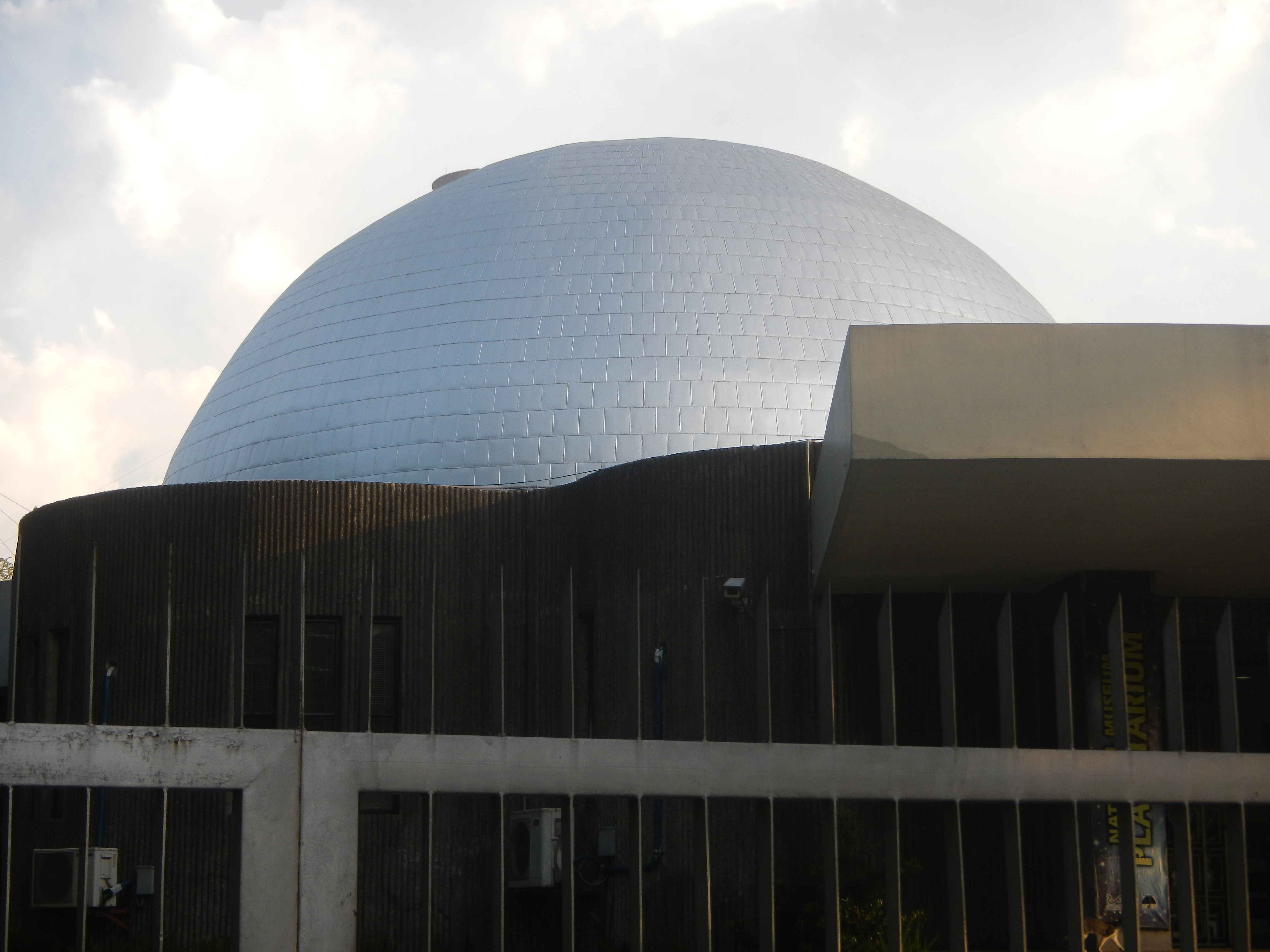
Planetario Nazionale

Il Planetario fu progettato negli anni 1970 dall'ex direttore del Museo nazionale Godofredo Alcasid Sr., con l'assistenza di Maximo P. Sacro, Jr. del Servizio meteorologico delle Filippine e uno dei fondatori della Società astronomica delle Filippine.
L'edificio iniziò i lavori di costruzione nel 1974 e furono completati 9 nmesi dopo. Fu inaugurato formalmente l'8 ottobre 1975. Il Decreto presidenziale n. 804-A, emanato il 30 settembre 1975, affermò lo status del Planetario. Questo è localizzato tra il Giardino giapponese ed il Giardino cinese al Parco Rizal.

### Musei regionali

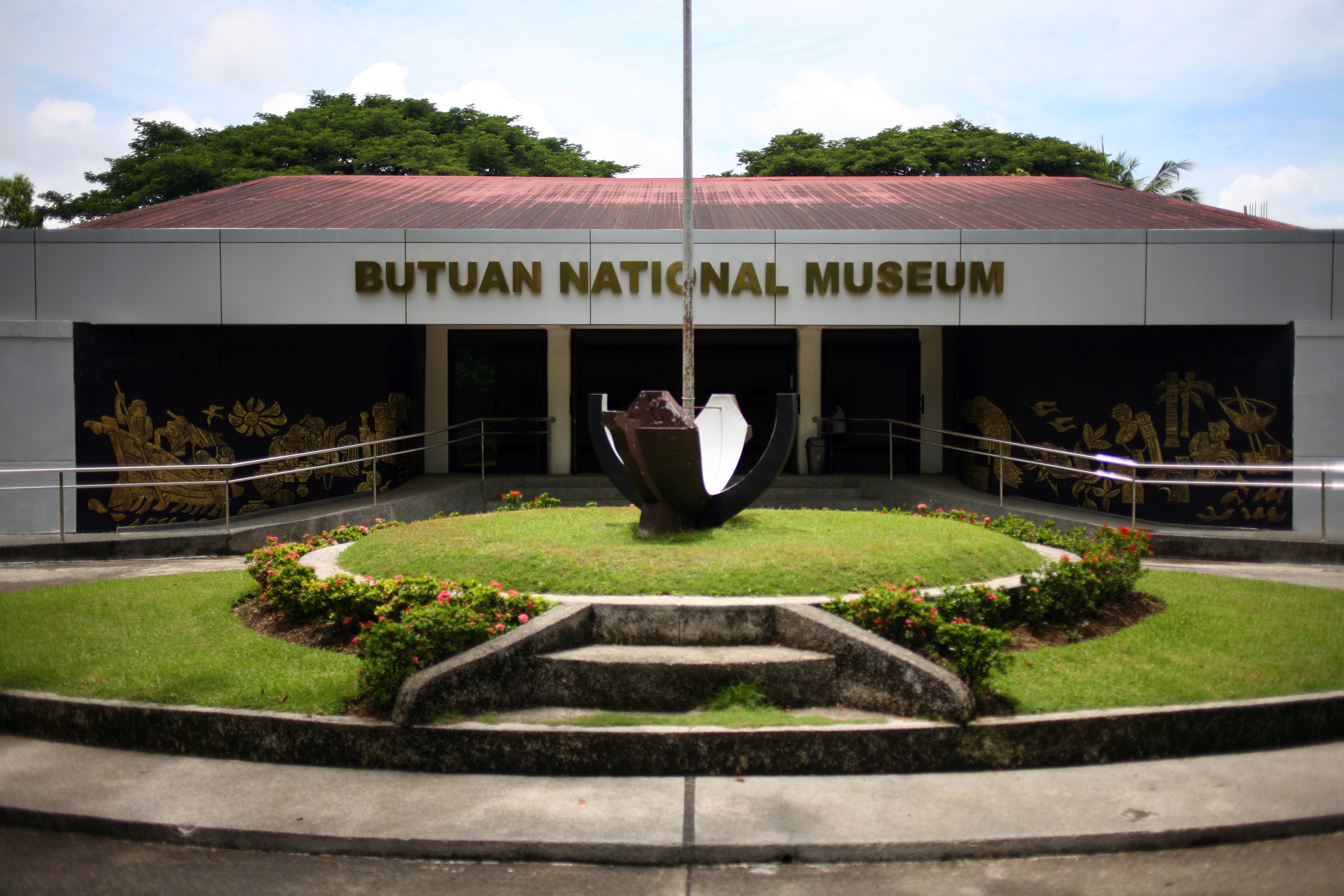
Museo nazionale di Butuan

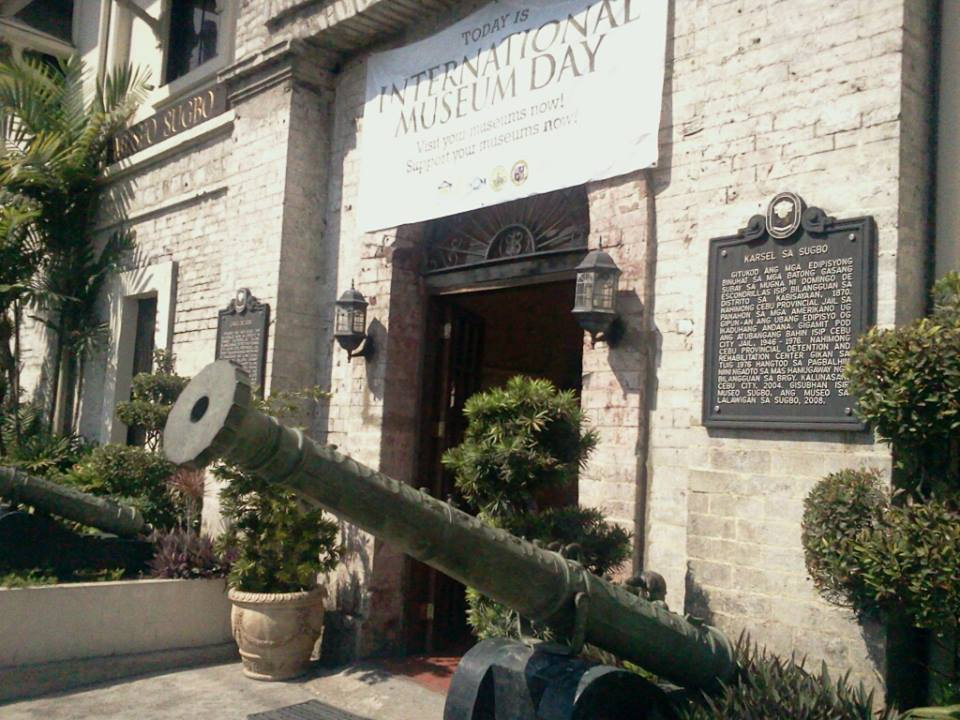
Museo nazionale di Sugbu (Cebu)

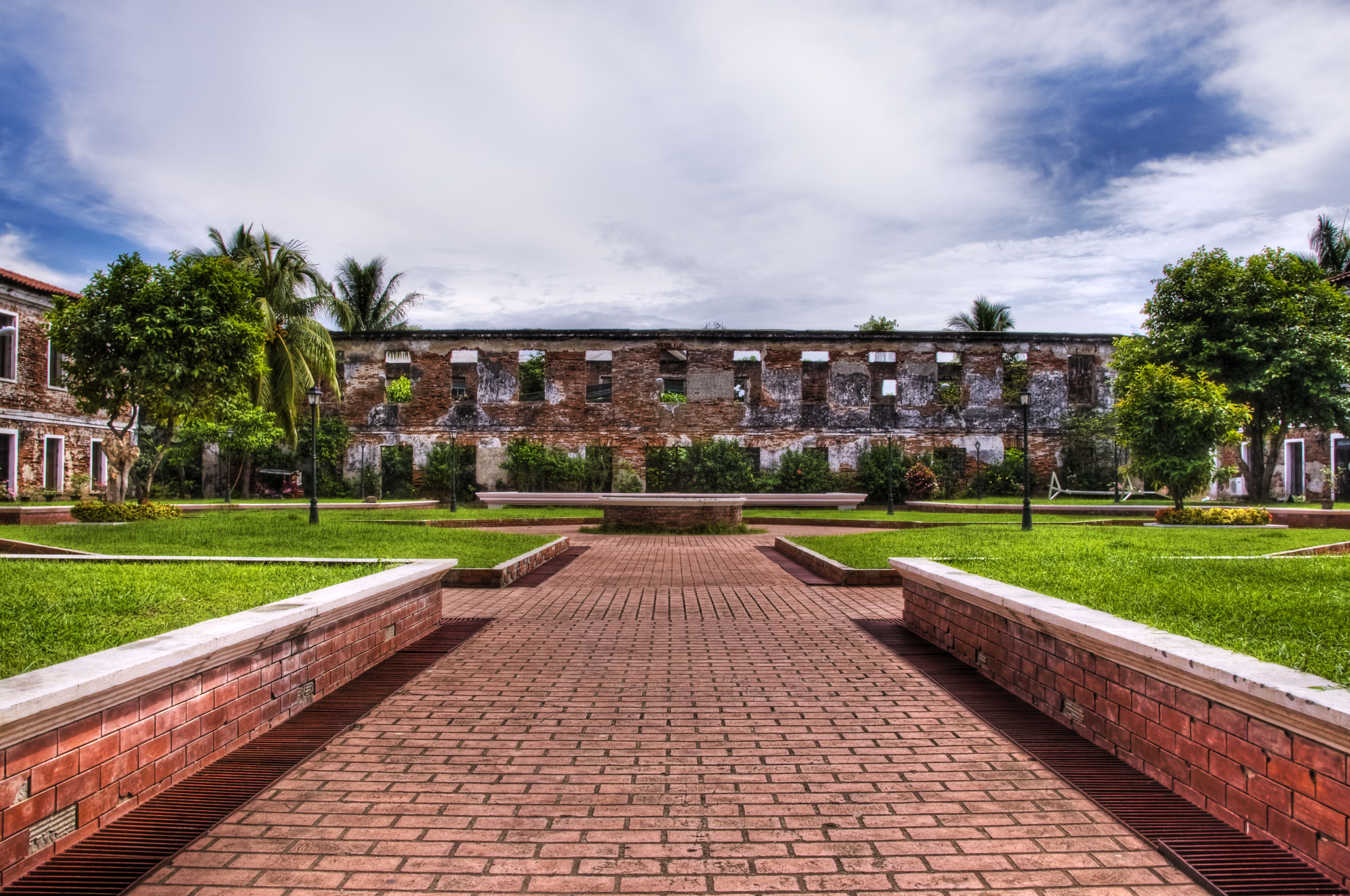
Museo nazionale di Zamboanga

Il Museo nazionale ha istituito anche numerosi musei regionali fuori da Metro Manila. Questi musei regionali si trovano ad Angono (provincia di Rizal), Padre Burgos a Vigan (Ilocos Sur), Kabayan (Benguet), Kiangan (Ifugao), Magsingal (Ilocos Sur), Puerto Princesa (Palawan), Butuan nella regione di Caraga, Tabaco (Albay), Fort Pilar a Zamboanga, Boac (Marinduque) e Jolo (Sulu). Nel 2018, furono istituite filiali regionali a Basco nella provincia di Batanes e ad Iloilo nella provincia omonima. Una filiale regionale a Cebu è in corso di allestimento, mentre una filiale a Bolinao (Pangasinan) fu chiusa permanentemente. Il Museo nazionale sta inoltre tenendo d'occhio possibili filiali nelle cittadine di Banton e Romblon nella provincia di Romblon, di Monreal sull'isola di Ticao, di Maitum nella provincia di Sarangani occidentale, a Jolo nella provincia di Sulu, nella città di Marawi nella provincia di Lanao del Sur, a Guian nella provincia di Eastern Samar, nella città di Davao nella regione omonima, a Mati nella provincia di Davao Oriental, nella città di Cabanatuan nella provincia di Nueva Ecija, a Tabuk nella provincia di Kalinga, ad Aparri nella provincia di Cagayan, a Malaybalay nella provincia di Bukidnon, nella città di Cotabato nella provincia di Maguindanao, ad Hungduan nella provincia di Ifugao, nella cittadina di Rizal nella provincia di Palawan, a Bulalacao sull'isola di Mindoro e nella cittadina di Siquijor nella provincia
omonima. Anche il ristabilimento di un museo regionale a Bolinao è in fase di valutazione.

## Altri edifici notevoli
Il Museo nazionale ospita il suo ufficio satellite per il Visayas Occidentale (Regione 6) nella vecchia sala municipale di Jaro, un sito designato come patrimonio culturale a Iloilo, progettata dall'architetto Juan Arellano.

## Tesori culturali nazionali
Il Complesso dei Musei nazionali di Manila ospita i seguenti Tesori culturali nazionali:
- (1) Vaso di sepoltura di Manunggun. È un vaso unico di sepoltura secondaria del Neolitico con volute fluenti / disegni curvilinei incisi e decorazioni impresse; e dipinto con l'ematite. In cima al coperchio vi è una barca con due figure umane che rappresentano anime in viaggio verso l'aldilà.
- (2) Vaso rituale di Calatagan. Fu recuperato nel sito archeologico di Mang Tomas, Calatagan, Batangas nel 1961. È unico e classificato come terracotta atipica con un'antica iscrizione sillabica sulla spalla. Il vaso rituale di Calatagan è l'unico del suo genere con un alfabeto antico.
- (3) Vaso di sepoltura antropomorfico di Maitum n. 13. È un pezzo unico e il solo vaso di sepoltura antropomorfico intatto con due braccia, capezzoli, ombelico e organo sessuale maschile sul corpo che si trova in un contesto archeologico. La testa non senza pittura e con perforazioni sul coperchio che mostrano la riga laterale dei capelli. Le sue labbra sono colorate con ematite rossa e accentuate con un disegno inciso. Ha anche due lobi dell'orecchio sulla metà inferiore dell'urna.
- (4) Vaso di sepoltura quadrangolare di Maitum. È un vaso quadrangolare con quattro lobi dell'orecchio sul corpo e un intricato disegno a volute che emanano da un unico tronco. Il coperchio del vaso ha in cima un abbellimento simile a una corona come teste di uccelli che si uniscono. Questo vaso ha disegni a volute curvilinei come il dipinto a mano libera dell'Albero della Vita e motivi a nuvole. Questa è la prima attestazione di un disegno a nuvole su una ceramica.
- (5) Vasetto di Leta-Leta con bocca spalancata. È una delle varie ceramiche intatte recuperate nella Grotta di Leta-Leta, Palawan Settentrionale nel 1965. La coppa è unica ed è il solo recipiente per bere di terracotta conosciuto delle Filippine.
- (6) Vasetto con piede di Leta-Leta che fu ritrovato nella Grotta di Leta-Leta, Isola di Langen, Palawan Settentrionale nel 1965. Anche questo pezzo è unico ed è il solo del suo genere trovato nelle Filippine.
- (7) Piatto di presentazione di Leta-Leta. Fu ritrovato nella Grotta di Leta-Leta, Palawan Settentrionale nel 1965. Questo è il tipo più antico di piatto di presentazione con la struttura del piedistallo a traliccio metallico e il disegno a filigrana.
- (8) Porcellana bianca e blu del XIV secolo di Pandanan. È unica nel suo genere: il suo disegno, il motivo meravigliosamente conservato, mostra i mitici qilin e fenice che saltellano tra volute di loto. Il qilin è una creatura simile a un cavallo o a un unicorno della mitologia cinese che era considerato un simbolo nobile di buon governo.
- (9) Piatto bianco e blu delle Secche di Lena con elefante volante. È uno dei due pezzi di questo tipo finora recuperati al mondo. Il Piatto dell'elefante è fatto di porcellana con puntini neri e marroni visibili nell'impasto. Sul medaglione centrale vi è il disegno dell'elefante volante dipinto in azzurro scuro su uno sfondo di onde tempestose e schiumanti. Questa è una rara rappresentazione di un elefante nelle prime forme di arte storica.
- (10) Vaso bianco e blu di Puerto Galera. Fu recuperato a Puerto Galera, Mindoro. Questo vaso bianco e blu ha le orecchie, i colli di nuvole alla spalla, figure umane e disegni floreali intorno al corpo, e un risvolto di loto sul bordo del piede superiore. Questo è un esemplare unico associato alle porcellane Swatow.
- (11) Pendente di orecchino zoomorfo di Palawan. È un tipo di pendente lingling-o a doppia testa trovato nella Grotta di Duyong. Questo è l'ornamento di giada più distintivo con disegno zoomorfo; e un esempio superbo e mirabilmente proporzionato di un antico oggetto di giada intagliato.
- (12) Antichi utensili di scaglia di Cabalwan. Furono raccolti nella Formazione della Mesa di Awidon, località Espinosa 4, provincia di Cagayan. Questi utensili di scaglia furono recuperati nella stessa litologia dove furono ritrovati fossili di elefante preistorico e di stegodonte.
- (13) Figurine likha di Batangas. Furono raccolte a Calatagan, Batangas e sono le sole likha autenticate.
- (14) Cucchiaio di conchiglia di Mataas. È un utensile concavo con una punta acuminata a un capo e una figura a un altro. Quest'ultima ha un'estremità destra che forma quello che sembra un braccio con cinque dita. L'estremità sinistra e le testa sono mancanti. La superficie esterna della spirale del corpo vicino alla figura ha una spalla angolare. Questo cucchiaio di conchiglia, recuperato nell'Isola di Cagraray, Albay non è bilateralmente simmetrico. I cucchiai di conchiglia fatti dalla spirale del corpo del Turbo marmoratus apparve per la prima volta nel Tardo Periodo Neolitico presso la Grotta di Manunggul, Quezon, Palawan.
- (15) Ascia di conchiglia di Duyong. È simile alle asce di conchiglia recuperate in Micronesia e nelle Isole Ryukyu ad Okinawa, Giappone. La presenza delle asce di conchiglia, non solo a Palawan ma anche a Tawi-Tawi, è molto significativa nello studio dei movimenti delle popolazioni dall'Asia sud-orientale insulare al Pacifico.
- (16) Calotta cranica di Tabon. Fu ritrovata durante gli scavi archeologici nella Grotta di Tabon, Palawan nel 1960. Quest'osso è la più antica calotta cranica di uomo moderno, Homo sapiens sapiens, trovata nelle Flippine.
- (17) Mandibola di Tabon. Fu ritrovata anch'essa durante gli scavi archeologici intrapresi nella Grotta di Tabon, Quezon, Palawan. Questa è la più antica prova di resti umani che mostra caratteristiche arcaiche di una mandibola e di denti.
- (18) Frammento di tibia di Tabon. Fu recuperato nella Grotta di Tabon durante i riscavi fatti nel 2000 dal Museo nazionale. L'osso fu identificato come umano e fu inviato al Museo nazionale di storia naturale a Parigi, Francia per uno studio più dettagliato. La tecnica di datazione della serie dell'uranio applicata a quest'osso rivelò una datazione di 47.000 +/- 11-10.000 anni fa.
- (19) Cranio di Bolinao con un'ornamentazione di denti. Fu recuperato dal sito archeologico di Balingasay a Bolinao, Pangasinan. Vi erano denti con ornamenti d'oro in 67 crani associati a ceramiche commerciali attribuite alla prima dinastia Ming (XV secolo d.C.). Uno dei crani è il famoso cranio di Bolinao dove furono osservate scaglie dorate sulle superfici orali degli imcisivi e dei canini superiori e inferiori.
- (20) Sigillo d'oro del capitano generale Antonio Morga. Fu raccolto da archeologi subacquei nel sito del relitto della San Diego al largo di Fortune Island, Nasugbu, Batangas. Questo sigillo d'oro è unico al mondo.
- (21) Maschera della morte di Oton. Fu raccolta ad Oton, Ilo-ilo. Questa è la prima maschera della morte d'oro registrata sistematicamente dagli archeologi, un pezzo raro.
- (22) Paleografo di Butuan. Trovato tra le bare funebri a Butuan, questo manufatto è l'unico del suo genere, raro e ancora indecifrato. Presenta 22 unità di scrittura sun una striscia d'argento simile a un alfabeto giavanese che era stato in uso dal XII al XV secolo d.C. I caratteri mostrano un'influenza induista-buddhista, probabilmente i primi nelle Filippine.
- (23) Lamina di rame di Laguna. Ha dieci righe di piccoli caratteri alfabetici impressi su un lato. Questo raro manufatto fu studiato dal dottor Anton Postma e dal dottor Johannes de Casparis. Secondo loro, la lingua principale della lamina di rame è antico malese, ma il testo è cosparso di termini sanscriti, antico-giavanesi e antico-tagalog.
- (24) Astrolabio della San Diego. Fu raccolto nel sito del relitto della San Diego al largo dell'Isola di Fortune, Nasugbu, Batangas. L'astrolabio consiste di un disco di bronzo, di un anello in cima al quale è appeso e di un contrappeso in fondo per stabilizzarlo. Al centro dell'astrolabio vi è un puntatore rotante chiamato alidada. Questo pezzo è uno dei due astrolabi conosciuti esistenti al mondo. Uno strumento derivato dall'astrolabio planisferico inventato dai matematici nell'antica Alessandria, l'astrolabio nautico apparve nella sfera d'influenza portoghese solo alla fine del XV secolo dopo che fu adottato da quasi tutti i marinai occidentali.
- (25) Manto funebre di Banton. Fu trovato in associazione alla sepoltura nelle bare nell'Isola di Banton Island, provincia di Romblon. Questo manto funebre è il più antico tessuto associato agli oggetti in ceramica Yuan e il più antico tessuto trovato finora nelle Filippine.
- (26) Vaso celadon di Marinduque. Raccolto nella provincia di Marinduque, questo vaso ha un corpo che porta in rilievo il disegno di un drago cinese che è uno dei soli tre conosciuti del suo genere al mondo.
- (27) Barca balangay di Butuan. Prima balangay portata alla luce dal Museo nazionale, questa barca è datata al 320 d.C. ed è la più antica imbarcazione finora trovata nel paese.
- (28) Crogiolo di Butuan. Fu raccolto nella città di Butuan nel 1986. Ornato di gocce di silice multicolore, questo crogiolo era usato per fondere il metallo per produrre preziosi ornamenti personali.
- (29) Cippo dell'Alcaicería de San Fernando (Bazar di San Fernando) del 1762 di Binondo. Profondamente scolpito, questo cippo di piedra china (granito cinese) dettaglia tra l'altro la politica di esclusione allora prevalente per i mercanti cinesi non cristiani durante la stagione dei monsoni nelle Filippine sotto il periodo coloniale spagnolo.
- (30) Assassinio del governatore Bustamante e di suo figlio, di Félix Resurrección Hidalgo y Padilla. L'olio su tela raffigura l'assassinio del governatore Bustamante, che voleva ripulire i metodi corrotti del governo. Il governatore si scontrò con il prete spagnolo e arcivescovo di Manila Fernando de la Cuesta, un noto protettore di funzionari corrotti durante l'era spagnola nelle Filippine. Questo scontro di ideali portò Bustamante ad arrestare l'arcivescovo, il che irritò vari ecclesiastici che irruppero nel Palacio del Gobernador. Colto di sorpresa, Bustamante fu ucciso dagli ecclesiastici e de la Cuesta fu liberato. Quando il figlio di Bustamante udì la notizia, si precipitò al palazzo, solo per essere anch'egli ucciso dagli ecclesiastici. Le vivaci raffigurazioni della triste vicenda fecero vincere a Hidalgo una medaglia d'argento all'Exposición Nacional de Bellas Artes di Madrid, Spagna, del 1884.
- (31) Dipinto Dando da mangiare ai polli, di Simon Flores. Il quadro con olio su tela del maestro pittore Simon Flores raffigura la madre e la figlia colte mentre danno da mangiare ai polli in un ambiente comune. Il quadro è considerato una transizione dalla scuola miniaturista dei ritrattisti nazionali del XIX secolo ai quadri idilliaci dei maestri accademici del periodo americano.
- (32) Istituto internazionale di ricerca sul riso, di Vicente Manansala. I murali gemelli dell'artista nazionale Vicente Manansala sono una narrazione spensierata della vita rurale filippina. Uno è una gioiosa mescolanza di lavoro, dai colori pastello; scene di pesca e di piantamento del riso fiancheggiano i due lati, mentre al centro, come punto focale, vi è una donna che fa il bagno a un bambino. Il secondo quadro è uno spettacolo delle festività di una cittadina: a sinistra ci è una partita di sipa, lo sport nazionale; a destra vi sono due uomini che gareggiano in una corsa di carabao. La striscia di tela è fiancheggiata da una folla di persone che osservano due galli in un combattimento a mezz'aria.
- (33) Quadri della Rivolta del basi, di Esteban Pichay Villanueva. Raffigurano la Rivolta del basi, nota anche come la Rivolta di Ambaristo, che fu una rivolta che si svolse dal 16 al 28 settembre 1807. Guidata da Pedro Mateo e Salarogo Ambaristo (benché alcune fonti si riferiscano ad un'unica persona di nome Pedro Ambaristo), i suoi eventi avvennero nell'odierna cittadina di Piddig nell'Ilocos Norte. Questa rivolta è unica perché ruota intorno all'amore degli Ilocani per il basi, o vino della canna da zucchero. Nel 1786, il governo coloniale spagnolo espropriò la fabbricazione e la vendita del basi, di fatto vietando la fabbricazione privata del vino, che si faceva prima dell'espropriazione. Gli Ilocani furono dunque costretti a comprare il vino dai negozi del governo. Tuttavia, gli Ilocani di Piddig, amanti del vino, si sollevarono in rivolta il 16 settembre 1807, con la rivolta che si diffuse alle cittadine vicine e i combattimenti che durarono per settimane. Le truppe guidate dagli Spagnoli alla fine sedarono la rivolta il 28 settembre 1807, sebbene con molta forza e perdita di vite dalla parte perdente. La serie di 14 quadri sulla Rivolta del basi di Esteban Pichay Villanueva è esposta al Museo nazionale dell'Ilocos Sur a Vigan.
- (34) Qur'an Maradika di Bayang (dal Lanao del Sur). Il libro è il più antico Qu'ran (Corano) scritto nelle Filippine. Apparteneva al Sultano di Bayang nel Lanao del Sur e fu copiato da Saidna, uno dei primi hajji delle Filippine. Si crede che il Qu'ran di Bayang sia una delle poche copie tradotte in una lingua non araba — ossia, usando una lingua della famiglia malese e manoscritta in calligrafia araba. Il libro fu portato via dal governo durante l'era della legge marziale dopo che la first lady Imelda Marcos prese gusto al suo valore. Fu poi ospitato nel palazzo presidenziale. Quando la dittatura fu cacciata, il libro in seguito fu ospitato nel Museo nazionale.
- (35) Scultura della Vendetta della madre in terracotta. È una rappresentazione allegorica di quanto stava avvenendo nelle Filippine durante il periodo coloniale spagnolo. È mostrata una madre cagna che tenta di salvare il suo cucciolo inerme dal morso di un coccodrillo. La madre cagna rappresenta la "madre Filippine" e i patrioti che stanno facendo del loro meglio per salvare gli indifesi concittadini - il cucciolo - dalla crudeltà degli Spagnoli rappresentati dal coccodrillo. Fu fatta dall'eroe rivoluzionario José Rizal durante il suo esilio a Dapitan.
- (36) Spoliarium, di Juan Luna. Il quadro con olio su tela del sommo pittore filippino Juan Luna fu presentato prima all'Exposición Nacional de Bellas Artes del 1884 a Madrid, Spagna, dove vinse una medaglia d'oro. Nel 1886, fu venduto alla Diputación Provincial de Barcelona per 20.000 pesetas. È esposto nella galleria principale al piano terra del Museo nazionale delle belle arti di Manila, ed è considerato dalla comunità artistica filippina come il più pregevole quadro realizzato dal maestro pittore filippino.
- (37) La vita parigina, di Juan Luna. Noto anche come Interno di un caffè, è un quadro impressionistico ad olio su tela del sommo pittore Juan Luna. Il quadro esemplifica il periodo parigino di Luna, un tempo in cui il suo stile si allontanò dall'avere "i colori scuri della tavolozza accademica" e divenne "sempre più luminoso nel colore e nell'umore" a causa del suo soggiorno a Parigi dal 1882 al 1893.
- (38) Il progresso della medicina nelle Filippine , di Carlos V. Francisco. Comprende quattro quadri ad olio su tela eseguiti dall'artista nazionale Carlos V. Francisco nel 1953, che furono commissionati per l'atrio dell'ingresso principale del Philippine General Hospital di Manila. I quadri raffigurano il progresso della medicina nelle Filippine fino alla metà del XX secolo.
- (39) Una Bulaqueña, di Juan Luna. Noto anche come La Bulaqueña, letteralmenre "la donna di Bulacan", il quadro ad olio su tela è un "sereno ritratto" di una donna filippina che indossa una veste Maria Clara, un abito tradizionale filippino che è composto di quattro pezzi, ossia la camisa (camicia), la saya (gonna lunga), il panuelo (copricollo) e il tapis (sopragonna lunga fino al ginocchio). Il nome dell'abito è un eponimo di Maria Clara, l'eroina meticcia del romanzo dell'eroe filippino José Rizal Noli me tangere. L'abbigliamento della donna nel quadro è la ragione per cui il capolavoro è chiamato in alternativa Maria Clara.[8]

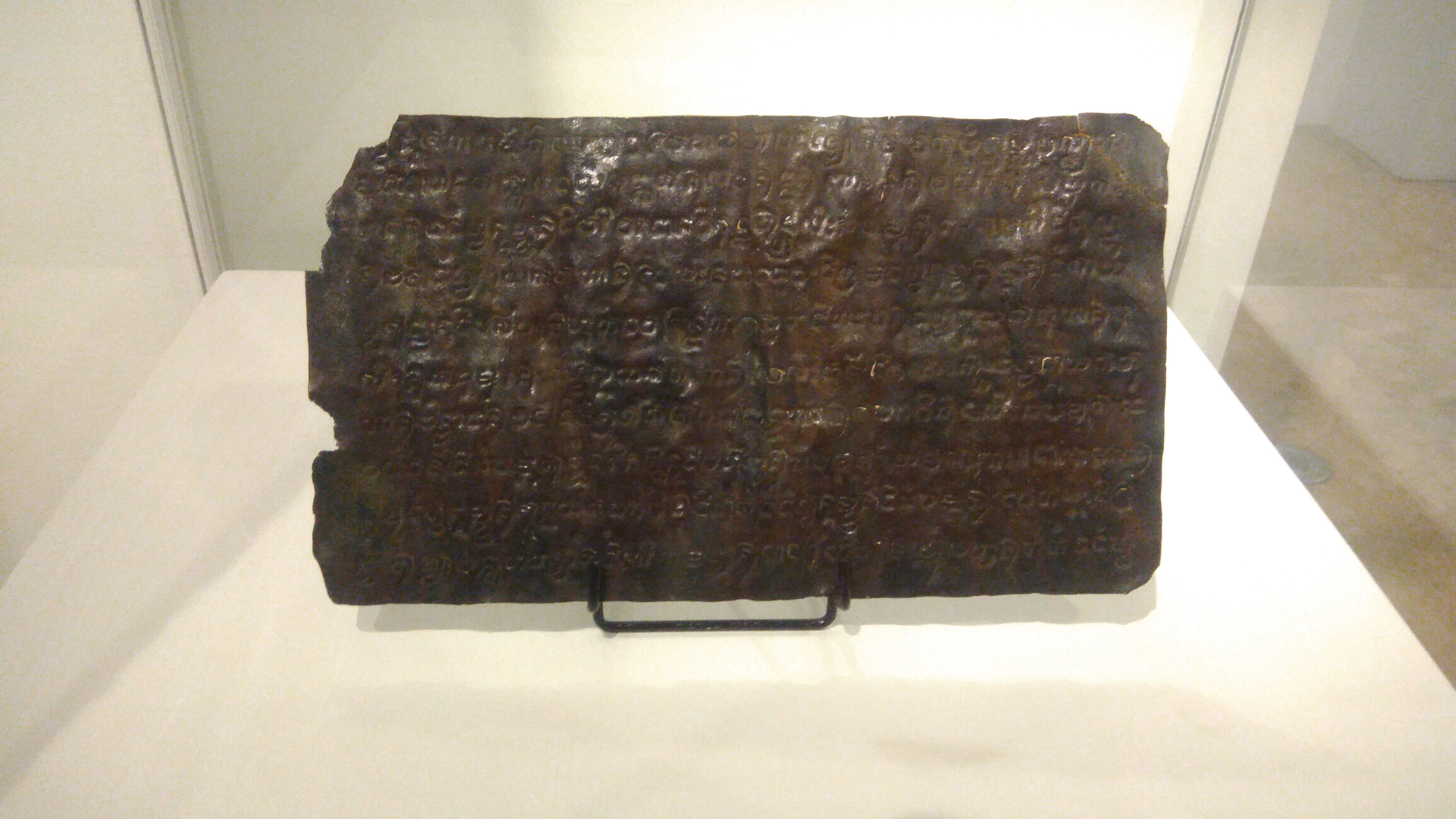
Iscrizione su lamina di rame di Laguna
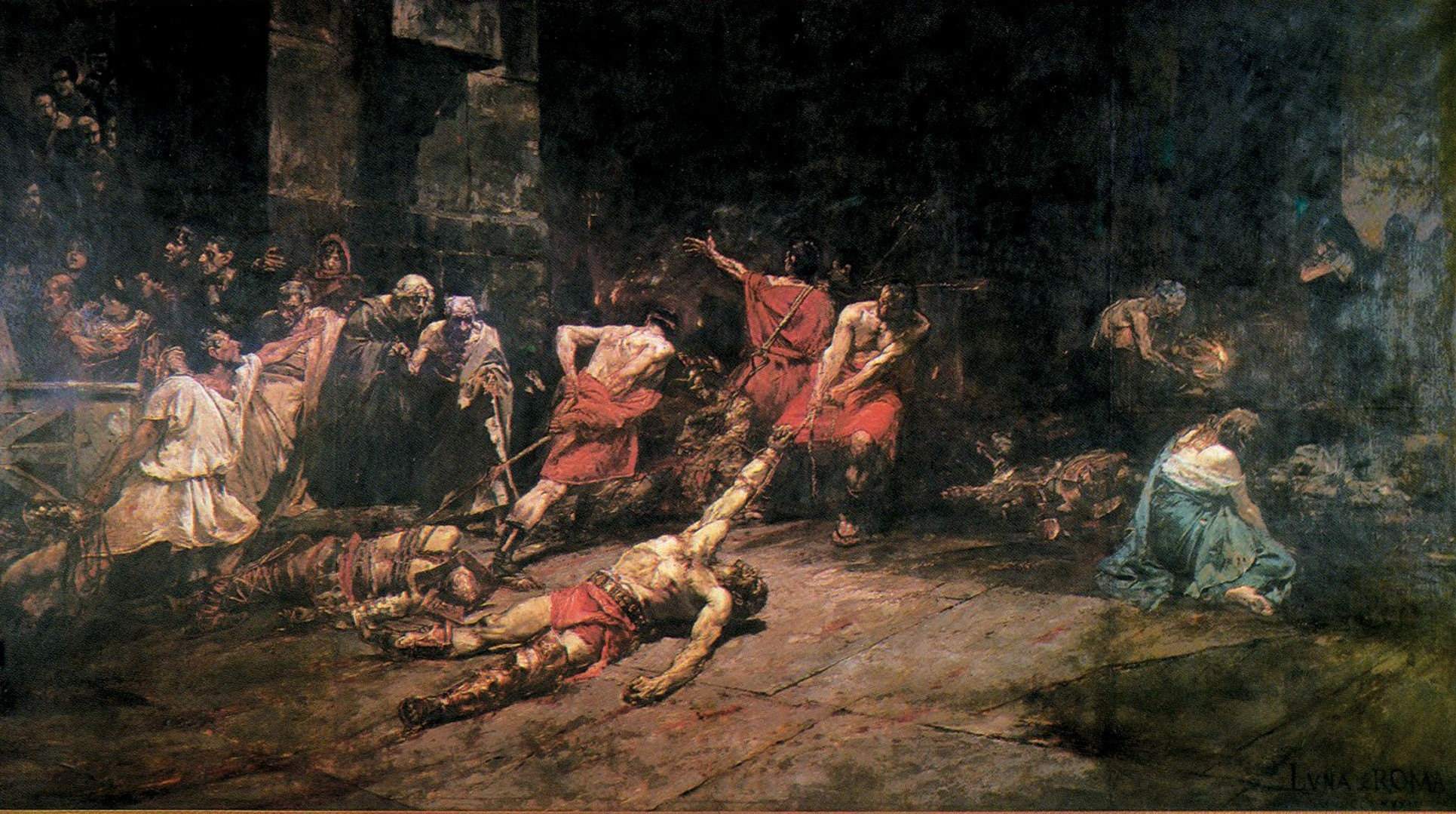
Spoliarium di Juan Luna
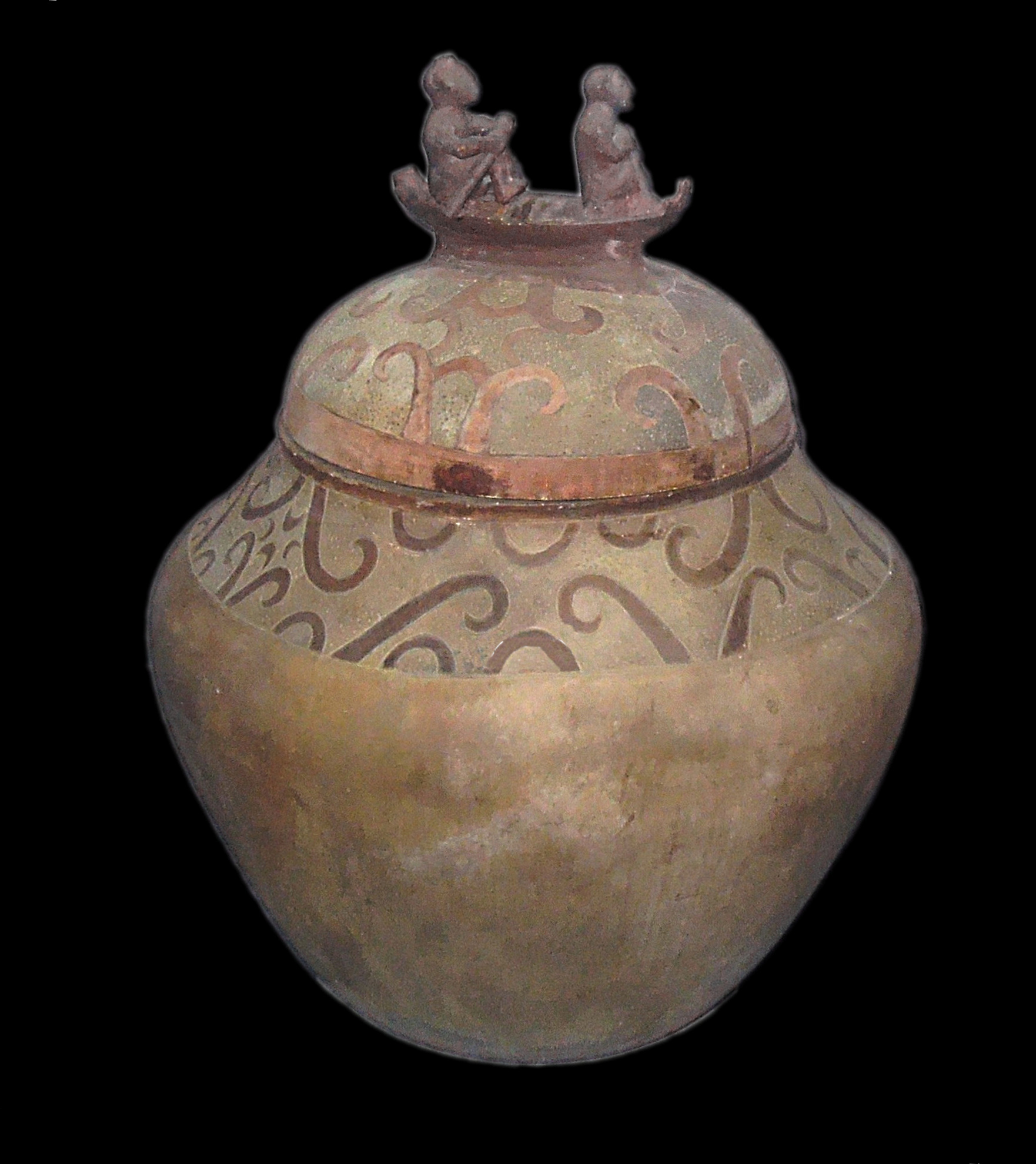
Vaso di Manunggul
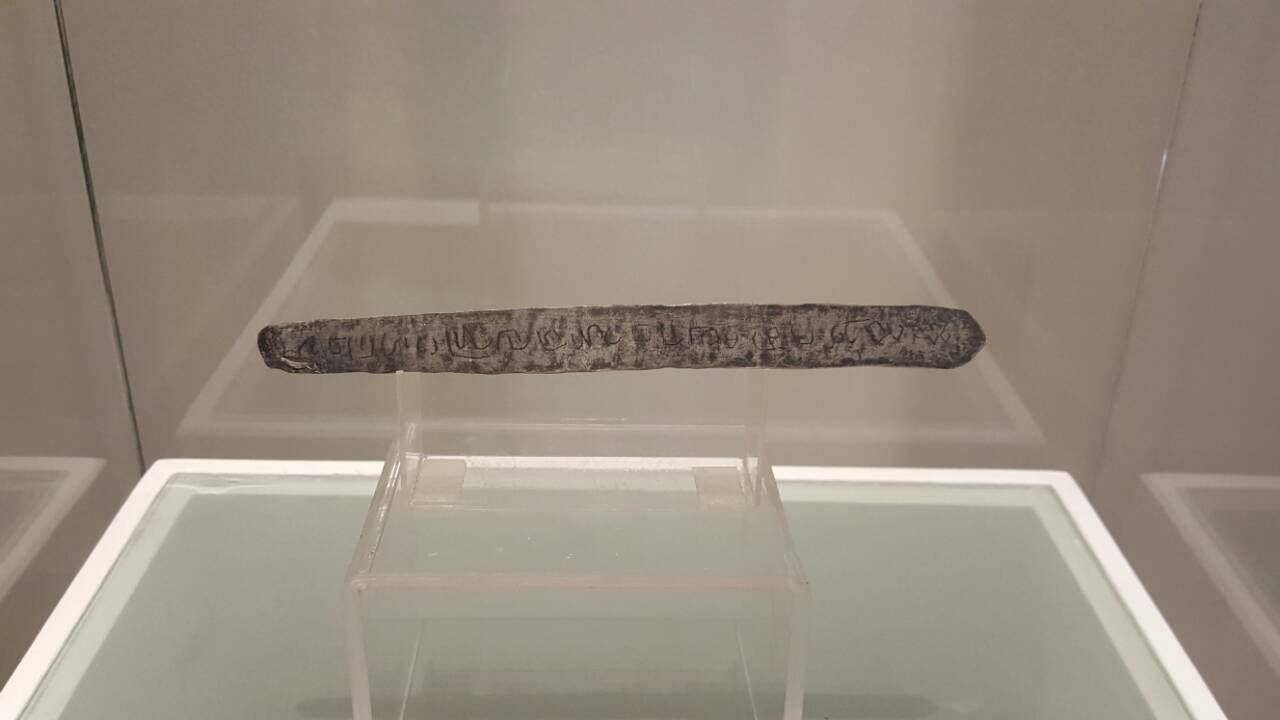
Paleografo d'argento di Butuan
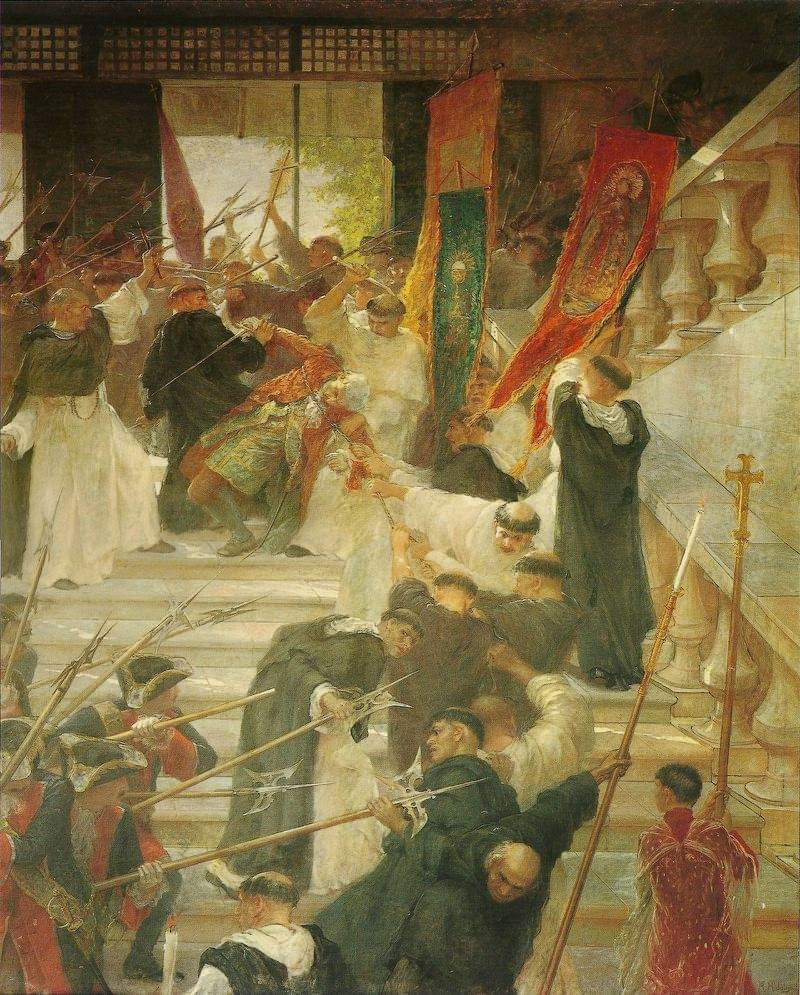
Assassinio del governatore Bustamante e di suo figlio
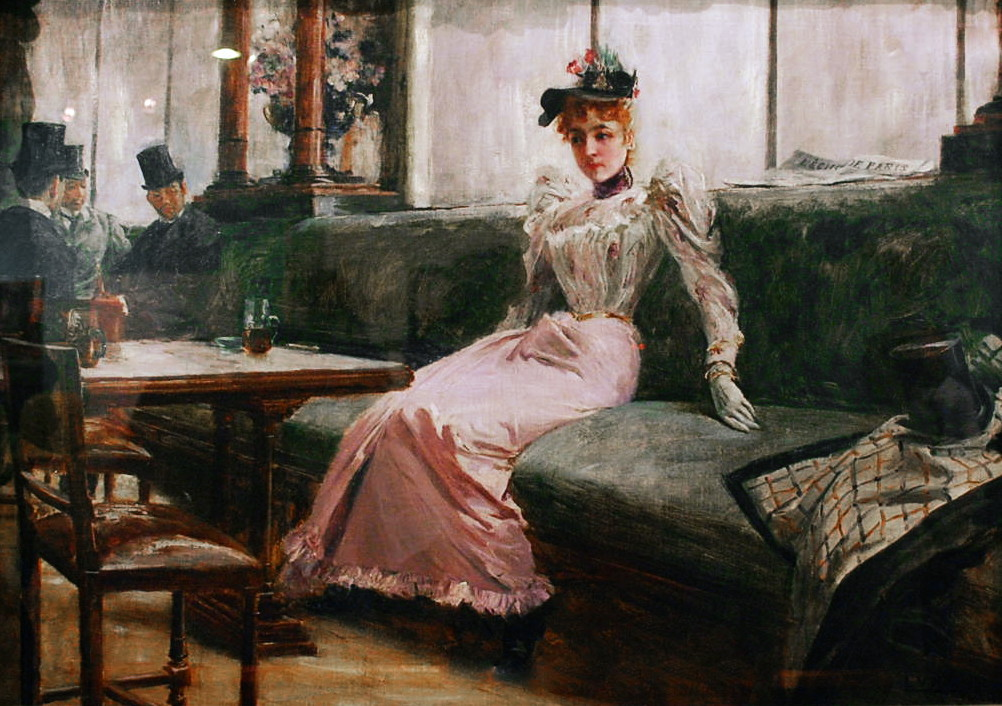
La vita parigina
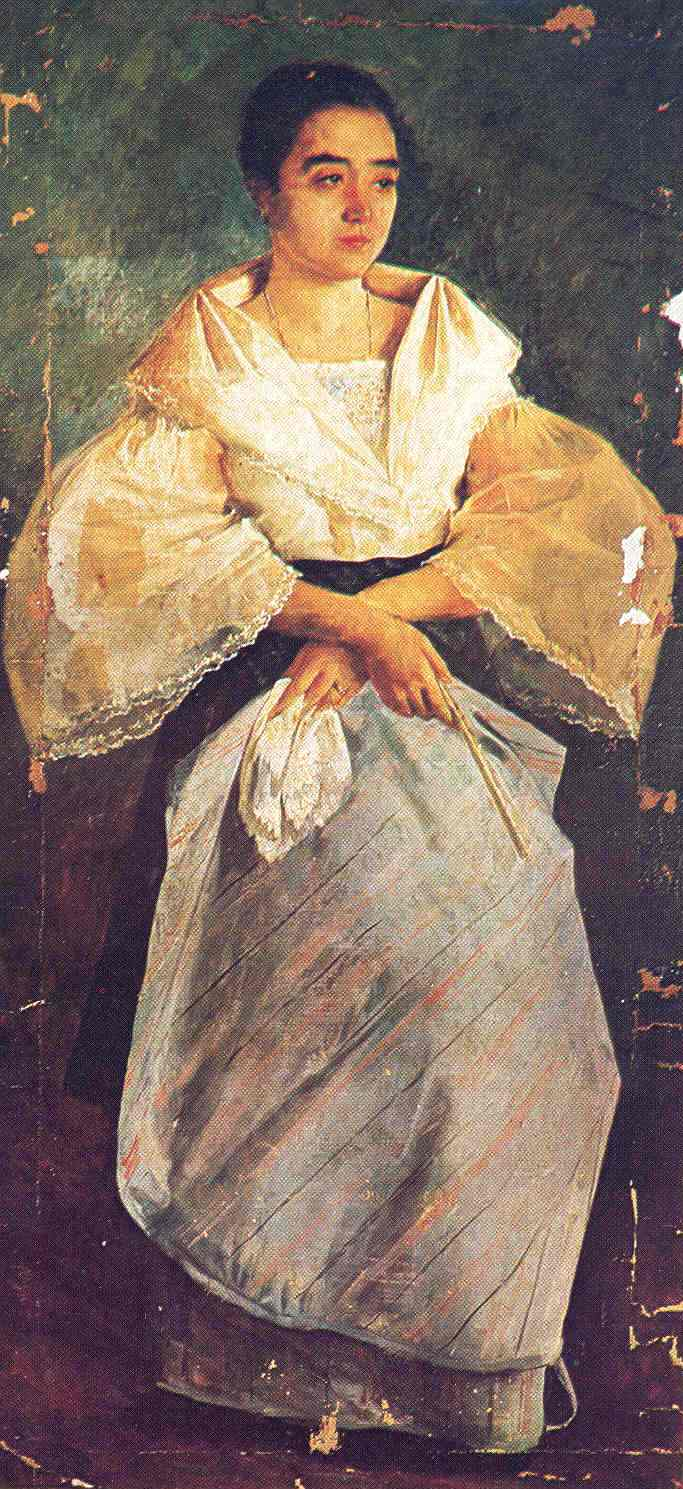
Una Bulaqueña
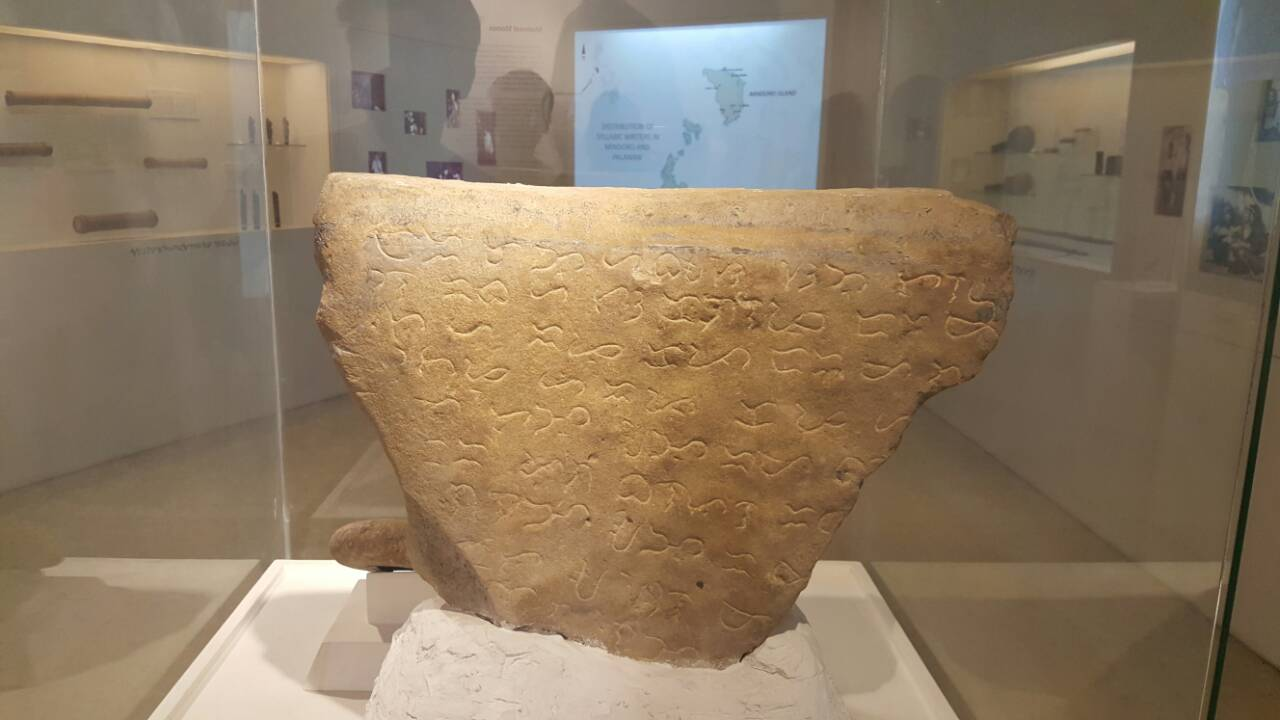
Pietra di Monreal
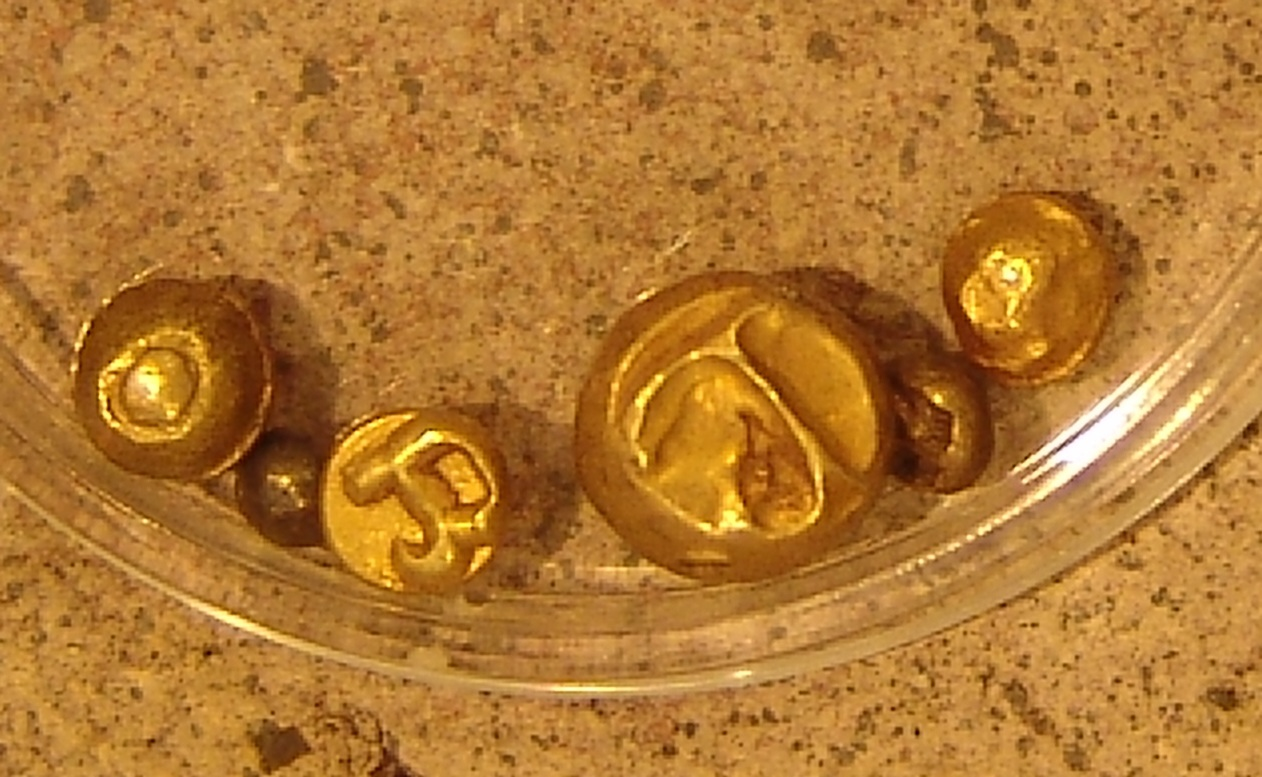
Piloncitos
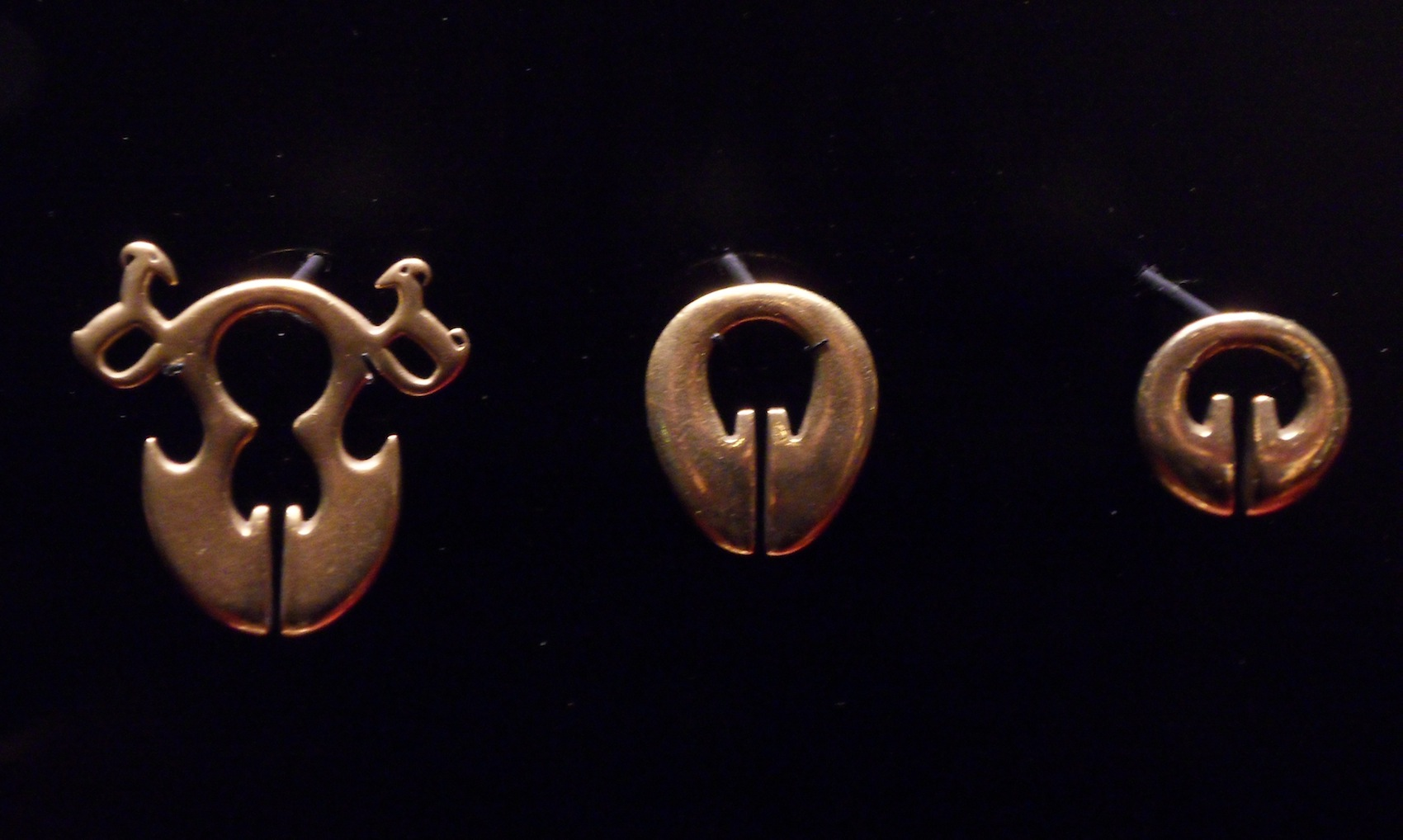
Lingling-o
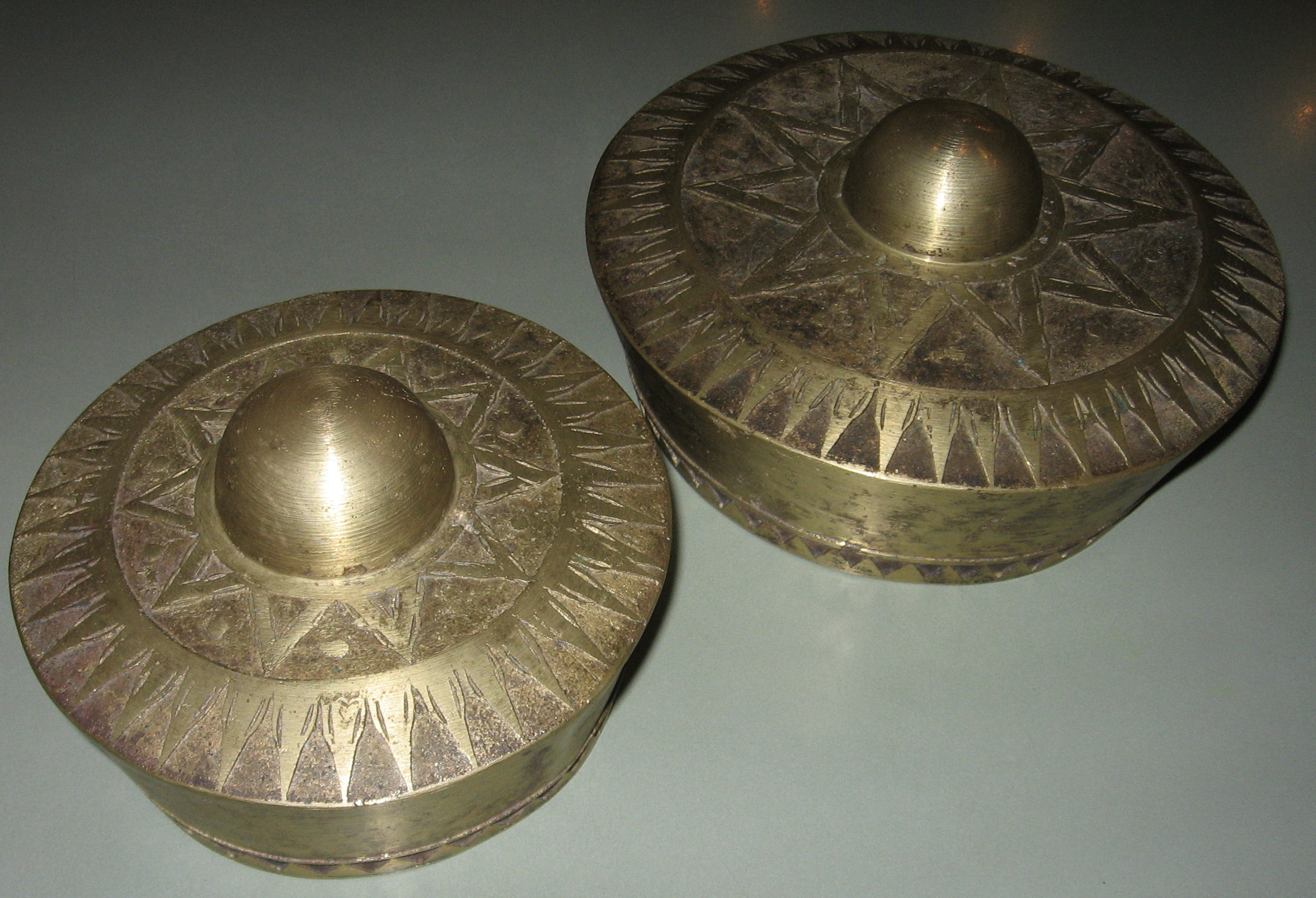
Kulintang
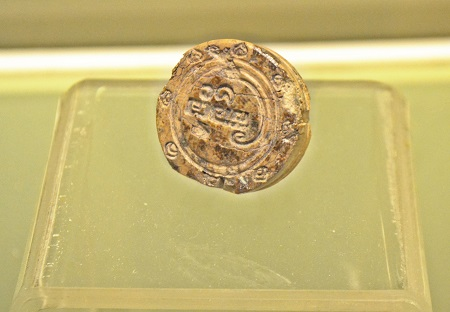
Sigillo d'avorio di Butuan
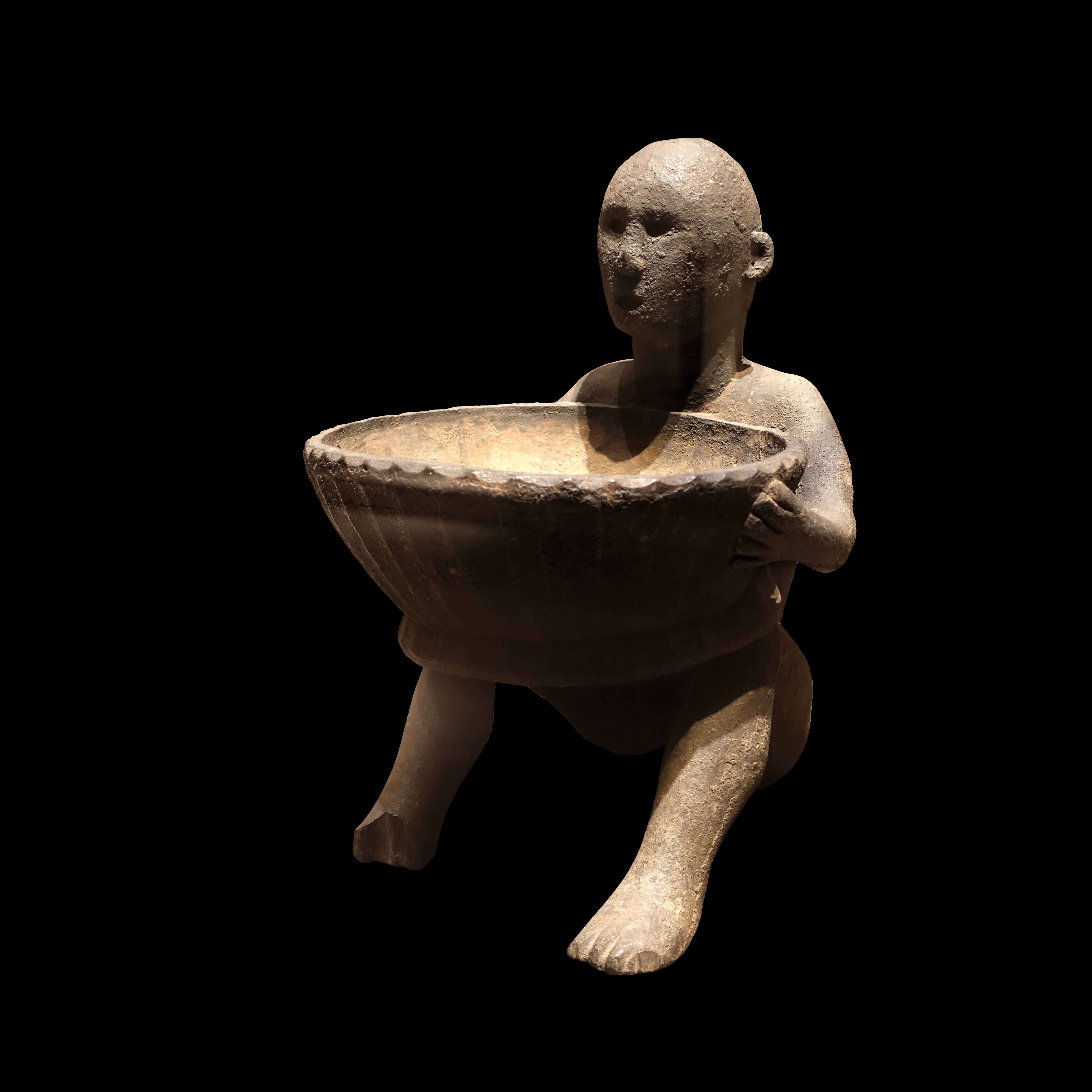
Bulul
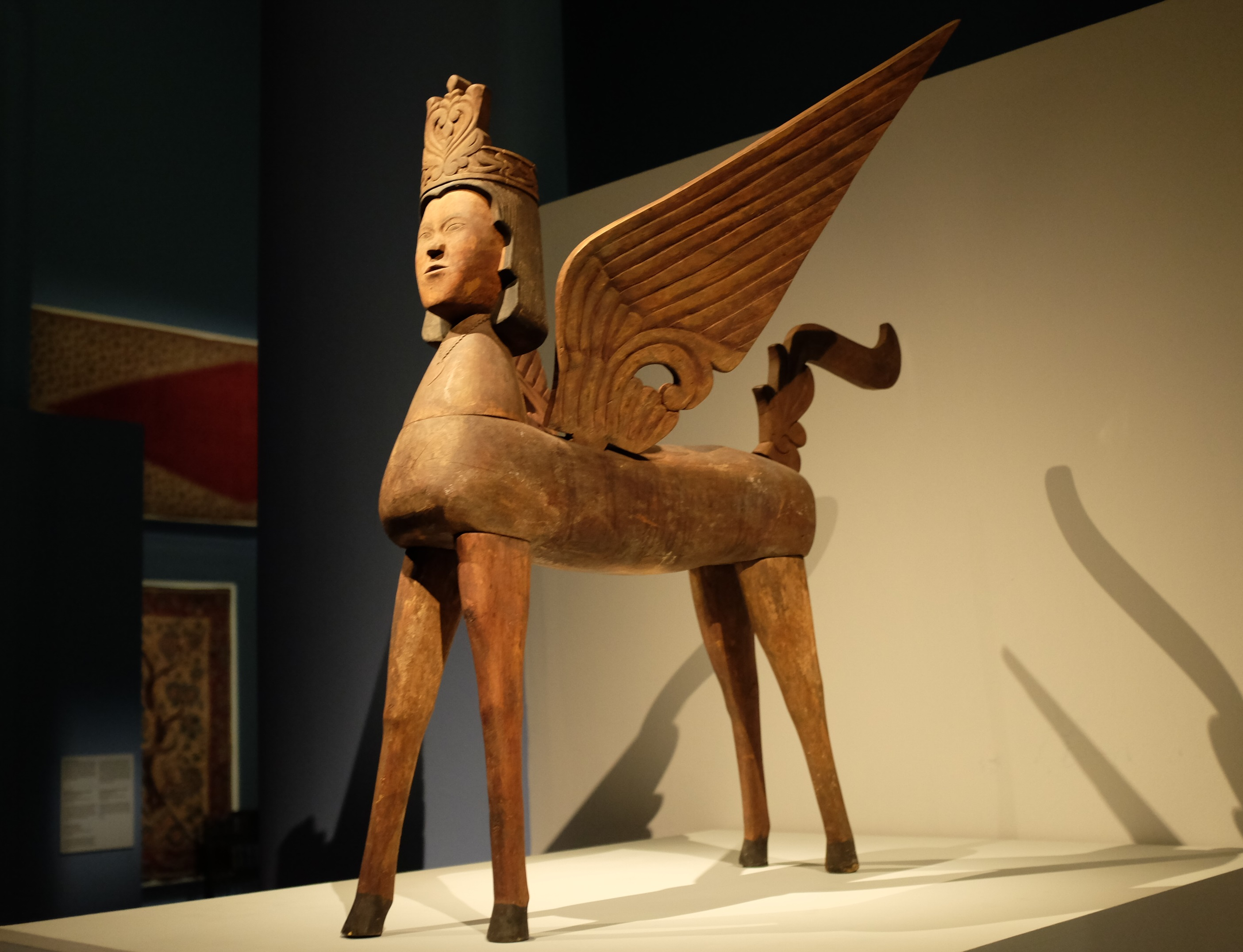
Buraq
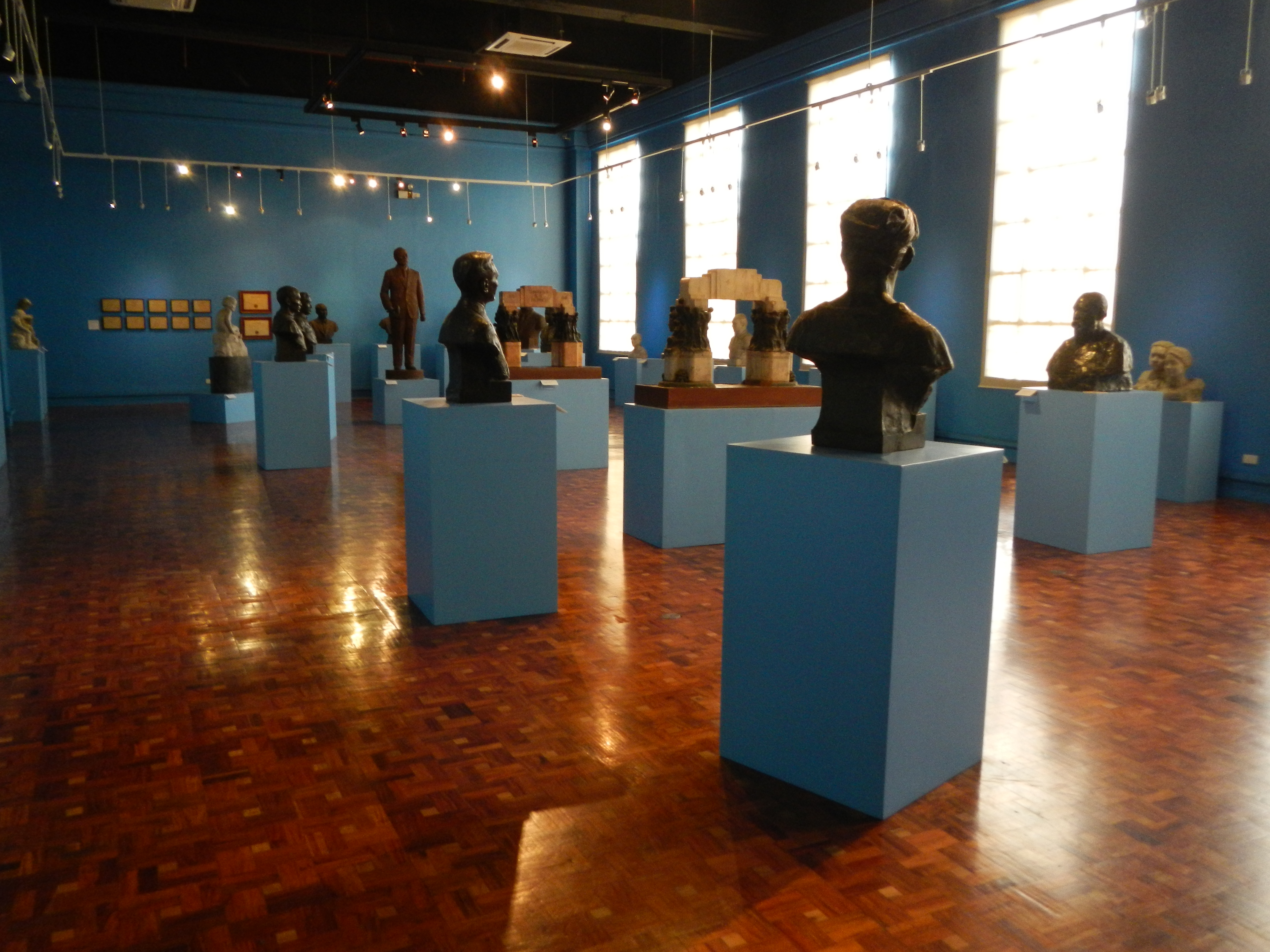
Sculture di Guillermo Tolentino

## Seminari e conferenze
Il Museo nazionale offre annualmente numerose conferenze, laboratori e seminari. Tuttavia, la maggior parte di questi eventi avvengono nei musei all'interno di Metro Manila. Più dell'80% delle province del paese ancora devono avere un museo sotto l'autorità del Museo nazionale. Una parziale spiegazione di questa mancanza è l'inesistenza di un Dipartimento della Cultura. Alla fine del 2016, un disegno di legge che istituiva il Dipartimento della Cultura e delle Arti e un altro disegno di legge che rafforzava il Museo nazionale, inclusi i suoi musei regionali, furono depositati in Senato dalla senatrice Loren Legarda. Entrambi i disegni di legge furono presentati formalmente all'inizio del 2017.